# دیتونا اینترنشنال اسپیدوی
دیتونا اینترنشنال اسپیدوی (به انگلیسی: Daytona International Speedway) یک پیست اتومبیلرانی در دیتونا بیچ در ایالت فلوریدا ایالات متحده است. از زمان افتتاحیه در سال ۱۹۵۹، این پیست محل برگزاری دیتونا ۵۰۰، معتبرترین مسابقه در ناسکار (NASCAR) و همچنین رویداد افتتاحیه هر فصل آن بوده است. علاوه بر ناسکار، این پیست مسابقات دیگری را نیز برگزار می‌کند. این پیست دارای چندین چیدمان است از جمله مسیر اصلی بیضی شکل ۲،۵ مایل (۴،۰ کیلومتر) با سه خم، یک کورس خودروی اسپورت ۳،۵۶ مایل (۵،۷۳ کیلومتر)، یک کورس موتورسیکلت ۲،۹۵ مایل (۴،۷۵ کیلومتر) و یک کورس ۱،۳۲۰ فوت (۴۰۰ متر) کارتینگ و پیست مسطح موتورسیکلت. زیربنای ۱۸۰ آکر (۷۳ هکتار) این مسیر شامل دریاچه لوید ۲۹ آکر (۱۲ هکتار) است که میزبان مسابقات قایق‌های موتوری است. این پیست توسط شرکت بین‌المللی اسپیدوی طبق قرارداد اجاره‌ای در شهر دیتونا بیچ که تا سال ۲۰۵۴ ادامه دارد اداره می‌شود.